# مولي إردمان
مولي إردمان (بالإنجليزية: Molly Erdman)‏ هي ممثلة أمريكية، ولدت في 1974 في لوس أنجلوس في الولايات المتحدة.

## وصلات خارجية
- الموقع الرسمي
- مولي إردمان على موقع IMDb (الإنجليزية)